# 이재근 (1937년)
이재근(李載根, 1937년 4월 5일 ~ 2009년 11월 21일)은 대한민국의 정치인이다. 제11·12·13대 국회의원을 역임하였다. 전라남도 나주 출신이다.

## 학력
- 다시국민학교 졸업
- 광주서중학교 졸업
- 광주고등학교 졸업
- 성균관대학교 법과대학 법학 학사
- 성균관대학교 대학원 행정학 석사

## 경력
- 황등산업( 주 )대표
- 제11, 12, 13대 국회의원
- 1987년 대통령 선거 평화민주당 선거대책본부 총무위원장
- 평화민주당 사무총장
- 새정치국민회의 당원
- 새천년민주당 창당준비위원

## 역대 선거 결과
|  | 24.08% |

|  | 21.81% |

|  | 74.97% |

|  | 29.43% |

## 같이 보기
- 나주군·광산군
- 나주군의 국회의원
- 광산군의 국회의원
- 금성시·광산군·나주군
- 금성시의 국회의원
- 나주시·나주군
- 나주시의 국회의원